# Tanzen und springen
Tanzen und springen is een madrigaal van Hans Leo Hassler (1564-1612).
Het lied is als no 20 opgenomen in Hassler's Lustgarten neuer Teutscher Gesäng, Balletti, Gaillarden und Intraden.
Het is een vrolijk lied, dat 5-stemmig a capella wordt gezongen.

## Tekst
De tekst is als volgt:
Tanzen und springen,
Singen und klingen,
Lauten und Geigen
Soll’n auch nicht schweigen,
Zu musizieren
Und jubilieren steht mir all mein Sinn.
Schöne Jungfrauen
In grüner Auen,
Mit ihn’n spazieren
Und converzieren,
Freundlich zu scherzen,
Freut mich im Herzen für Silber und Gold.

De Nederlandse vertaling luidt:
Dansen en springen
Zingen en musiceren
Luiten en violen
mogen niet zwijgen
Naar musiceren
en feesten gaan al mijn zinnen uit.
Schone maagden
In groene weiden,
Met hen te wandelen
en te praten,
vriendelijk te schertsen
vervult mijn hart, meer dan zilver en goud, met vreugde.

Ook tegenwoordig wordt het lied nog vaak vertolkt.